# Matej Bel
Matej Bel, in ungherese Bél Mátyás, in tedesco Matthias Bel, in latino Matthias Belius (Očová, 24 marzo 1684 – Presburgo, 29 agosto 1749) è stato un uomo universale slovacco o, secondo un'altra tradizione storiografica, ungherese. Fu storico, pedagogista, predicatore luterano, filosofo illuminista, geografo.

## Biografia

### Origini
Il padre Matej Bel-Funtík era un contadino benestante e anche macellaio.
Secondo Ján Tibenský la famiglia era presente a Očová già dalla metà del XV secolo. Il cognome è indicato con diverse varianti: Bel, Beel, Bil, Biely, che dipendono anche dalla lingua in cui sono riportate. Il secondo cognome Funtík deriverebbe dal nome di una tenuta di proprietà della famiglia oppure da un soprannome, libbretta, che indica un peso ridotto con cui da macellaio avrebbe pesato la merce.
La madre Alžbeta è indicata nei testi slovacchi con il cognome da nubile Česneková o Cesnaková o Česnegiová o Cesneková e nei testi ungheresi come Cseszneki Erzsébet, che corrisponde alla grafia più antica  Cseszneky Erzsébet.
Secondo la storiografia ungherese la madre sarebbe stata magiara; ma in realtà nessuna fonte chiarisce l'origine etnica. Si sa che non era originaria del paese, perché il suo cognome non si incontra nei registri locali. Potrebbe essere stata originaria del comitato di Nógrád, dove il cognome è diffuso. Si sa che sopravvisse al marito, sebbene la sua data di morte sia sconosciuta. Secondo altre fonti lo steso Bel avrebbe chiamato la madre Elisabetha Czesznek  e sarebbe stata originaria di Veszprém.
La sua nazionalità è disputata. Matej Bel si descrisse «lingua Slavus, natione Hungarus, eruditione Germanus» , ma questa definizione, che rende molto bene un contesto in cui la nazionalità era poco definita e le diverse componenti non si escludevano a vicenda, scontenta gli storiografi più recenti che avanzano argomenti per fare prevalere un'identità sull'altra.

### Formazione
Bel frequentò diverse scuole private a Lučenec, e poi a Kalinovo e a Dolná Strehová. I genitori sostennero il figlio economicamente, cosicché nel 1695 poté iscriversi al ginnasio di Banská Bystrica, da cui si trasferì al ginnasio di Presburgo, l'odierna Bratislava e da qui a Veszprém e a Pápa. Nel 1704 tornò a Banská Bystrica, dove conseguì la maturità.
Grazie a questi viaggi il giovane Matej conobbe diverse regioni del Regno d'Ungheria, la loro geografia, fauna e flora, nonché gli usi e i costumi degli abitanti.
Dopo la maturità studiò filosofia e teologia all'Università di Halle, all'epoca uno dei principali centri universitari luterani. Era uno studente straordinariamente tenace nell'impagno, come fu notato dai suoi insegnanti. Si preparava coscienziosamente e responsabilmente agli esami. Non voleva deludere suo padre. Era lontano da casa e apprezzava gli sforzi dei genitori, che si fidavano di lui e sostenevano finanziariamente i suoi studi. I suoi interessi versatili emersero già in questo periodo: oltre alla teologia, si interessava alla filosofia, alla medicina, alle scienze naturali, alle lingue e alle nuove direzioni pedagogiche. Completò i suoi studi a Halle nel 1707. Tornò a casa felice, pieno di vigore, in modo da poter trasmettere le conoscenze acquisite alle generazioni future.

### Insegnamento
Il giovane Matej rimase a casa solo per un breve periodo. Nel 1708 divenne prorettore e nel 1710 rettore del ginnasio luterano di Banská Bystrica. Insegnò lingue orientali a Banská Bystrica e fu anche un predicatore luterano. Dal 1714 fu rettore del liceo di Presburgo, che sotto la sua guida fu una delle scuole più frequentate del Regno d'Ungheria. Operò nello spirito del cosiddetto realismo pedagogico (derivante dal pietismo), che aveva riconosciuto in Germania: modernizzò la scuola latino-umanistica, introdusse l'insegnamento della lingua nazionale e le cosiddette materie reali: fisica, botanica, artigianato e in particolare geografia. Applicò i principi del pietismo principalmente nell'organizzazione dell'educazione, della didattica e della metodologia. Dal 1719 fu pastore della Chiesa luterana tedesca di Bratislava.
Nel 1735 preparò un piano per l'istituzione della Società accademica ungherese di Presburgo, i cui membri dovevano elaborare un articolo mensile e quelli residenti in città dovevano anche incontrarsi mensilmente. Dovevano anche pubblicare il giornale scientifico Observationes Posonienses. Si tenne un incontro preparatorio della società, ma il progetto fu abbandonato perché avversato dai gesuiti; Bel commentò «(la società) fu interrotta e distrutta da coloro che pensavano di essere gli unici scienziati».
Matej Bel si ritirò nel 1748. Morì improvvisamente dopo essere tornato a Presburgo dalle terme austriache di Altenburg, dove si era recato per un periodo di cure.

### Il pensiero
All'epoca degli studi di Bel a Halle, prevaleva uno spirito antitomistico, che si intrecciava con l'Illuminismo e con il pietismo, una corrente protestante che esaltava il lato emotivo e morale della religione. Al sinodo luterano di Ružomberok del 1709, il pietismo, soprattutto per iniziativa di Daniel Krman, fu condannato e bandito, ma Bel rimase un sostenitore permanente, sebbene moderato, di questa corrente religiosa. Grazie a lui, Presburgo divenne un centro di diffusione del pietismo.
Tramò segretamente contro gli Asburgo. Non meraviglia che sostenesse pubblicamente Francesco II Rákóczi, che diede ai protestanti la libertà religiosa. Come seguace di Francesco II Rákóczi nel 1709 Matej Bel fu condannato a morte dal generale Sigbert Heister a Banská Bystrica, ma alla fine fu graziato.
Nel 1720 Bel fu accusato di spionaggio economico per i suoi viaggi di studio. Negò le accuse e si difese. La corte imperiale viennese riconobbe il lavoro scientifico di Matej Bel e dell'imperatore Carlo VI stesso finanziò la pubblicazione delle sue opere geografiche. L'alta gerarchia cattolica del plurinazionale Regno d'Ungheria sostenne la sua pubblicazione di fonti storiche. Matej Bel ricevette una medaglia d'oro con un ritratto di papa Clemente XII.

## Riconoscimenti
Per i suoi meriti scientifici, ricevette molte onorificenze da accademie in patria e all'estero. Fu membro della Societas incognitorum di Olomouc, dell'Accademia di San Pietroburgo, della Societas latina di Jena, dell'Accademia delle scienze di Berlino e della Royal Society di Londra.
È ricordato in modo speciale nella cultura slovacca. A lui è intitolata l'Università Matej Bel di Banská Bystrica, la scuola elementare del paese natale di Očová e l'Encyclopaedia Beliana, l'enciclopedia edita dall'Accademia slovacca delle scienze.
In occasione del terzo centenario della sua nascita, il suo nome è stato incluso nel calendario dell'UNESCO per il 1984. Nella sua città natale c'è un suo monumento, opera di Ján Kulich. Ján Kupecký realizzò un noto ritratto di Bel, di cui si conserva solo una copia. Bel è l'eroe dell'opera teatrale di Ján Solovič La campana senza la torre e il protagonista del libro di Jozef Fraňo Múdry Matej.
Nel 2001, l'asteroide 22644 Matejbel è stato nominato in suo onore.
Nel 2014, la Radiotelevisione slovacca ha prodotto un film documentario di 40 minuti Matej Bel, girato in Austria, Ungheria e Slovacchia. L'autore della sceneggiatura è Miloslav Gdovin, il regista è Fedor Bartko.

## Opere
Fu autore di quasi 50 libri, saggi e articoli scientifici in latino, tedesco, ungherese e in ceco biblico. Si occupò di storia, geografia, etnografia, letteratura e cultura, lingue straniere, economia e scienze naturali.
Bel compose anche cantici spirituali e scrisse poesie.
- 1721 / 1722 – Nova Posoniensia
- 1723 – Hungariae antiquae et novae prodromus
- 1735 / 1742 – Notitia Hungariae novae historico geographica
- 1735 e 1746 – Adparatus ad historiam Hungariae

Nel 1753 furono pubblicate le sue lezioni di ungherese, latino e retorica, utilizzate come libri di testo fino alla fine del XVIII secolo e il Compendium Hungariae geographicum, selezione postuma delle opere di Bel.